# La Tente arabe
La Tente arabe (anglais : The Arab tent) est une peinture à l'huile sur toile du peintre anglais Sir Edwin Landseer, créée en 1865-1866, de style orientaliste.
Elle représente des animaux dormant sous une tente arabe, en particulier une jument grise avec son poulain, et des chiens de type lévrier. Elle est désormais conservée parmi la Wallace Collection, à Londres.

## Réalisation
Edwin Landseer est le peintre le plus à la mode et le plus admiré durant la partie de l'époque victorienne pendant laquelle ce tableau est réalisé, au point d'avoir été complimenté par la reine elle-même. Le tableau date de 1866, ou de 1865-1866.
Il apparaît très empreint des sentiments qui dominent l'époque victorienne, en particulier la violence envers les animaux.

## Description
Ce tableau de style orientaliste est centré sur une jument arabe dont le poulain est blottie contre elle sous la tente arabe de leurs propriétaires, et sur un tapis élaboré, avec en fond un paysage de désert,. La jument a de très grands yeux noirs qui captent l'attention.
Dans sa partie droite, cette peinture montre des chiens de type lévrier. Au-dessus figurent deux petits singes qui semblent joueurs.
L’œuvre mesure 153,6 × 226,4 cm ; il s'agit d'une peinture à l'huile sur toile.

## Historique
Le tableau est acquis par sir Richard Wallace à partir de la collection du prince de Galles en 1874, après qu'il a déplacé sa collection d'art depuis Paris, vraisemblablement dans le cadre d'une stratégie visant à se faire bien voir de la gentry anglaise.
Ce tableau est désormais visible au rez-de-chaussée de la Wallace Collection, à Londres, historiquement dans la salle X. Il est souvent décrit comme la plus belle peinture de chevaux de toute l'époque victorienne. 